# Cécilia Cara
Cécilia Cara (Cannes, 1984. június 5. –) francia énekes és színész. Magyarországon elsősorban a Rómeó és Júlia francia musicalből ismert.

## Életrajz

### Korai évek
Cannesban, Dél-Franciaországban született 1984. június 5-én. Hároméves korában már balettozott és modern jazzra is járt. Ötévesen az iskolai kórusban kezdett énekelni, ahol nagyon hamar kitűnt a tehetségével. Hála a különböző énekversenyeknek, sokat fejlődött a hangja és az önbizalma is megnőtt. Egy nizzai versenyen két egymást követő évben is elvitte az első díjat, míg a híres Graines de Star Junior tehetségkutató versenyen 500 jelölt között az előkelő negyedik helyet szerezte meg.

### Karrier
Igazi ismertséget a Rómeó és Júlia musical hozott számára. A Rómeó és Júlia musical szereplőválogatásán több száz jelölt közül választották ki Júlia szerepére. A musicalt 2001. január 19-én mutatták be. A Rómeó és Júlia nagy sikerét hosszabb turné követte, amelyet a 2003. december 21-i brüsszeli előadás zárt.
A Rómeó és Júlia után duettet énekelt a neves francia előadóval, Florent Pagnyval (L'air du Temps), a híres ír énekessel, Ronan Keatinggel (Je t'aime plus que tout), majd megjelent első saját single CD-je is 2003-ban, Le dernier Reflet címen.
A Rómeó és Júlia előadásait követően a filmszakmában is kipróbálta magát. Első filmje a Le Carton volt, ezután jött a Droit au cœur. Szinkronszerepeket is vállalt: Az operaház fantomja musical filmváltozatában a Christine francia hangját ő kapta meg 2005-ben. A Shooterben (Orvlövész) Kate Mara francia hangját kölcsönözte. A filmet 2007-ben mutatták be Franciaországban. 2006-tól a színház irányába fordult. A Le soeur de Jerry King-ben a főszereplőt, Betty alakította. 2008 nyarától a Tonton Léon Story-ban is szerepet kapott. 2008 októberében a Grease musical francia változatában Sandy szerepét osztották rá. 2009-ben megkapta Bonnie szerepét a Bonnie és Clyde musical változatában. Ezt újabb musical-szerepek követték 2010-ben; az Il Était Une Fois Joe Dassin és a L'Éveil du printemps musicalekben. A 2010-ben bemutatott Ces amours-là című filmben a főszereplő énekhangját ő kölcsönözte.

### Magánélete
Arthur Jugnot színésszel volt kapcsolatban 2006-2015-ig, egy közös gyermekük született Célestin 2013. március 28-án .

## Szerepei

### Filmek
- Droit au cœur (2003)
- Le Carton (2004)

### Szinkronszerepek
- Az operaház fantomja (2004)
- Shooter (Orvlövész) (2007)
- Ces amours-là (2010)

### Színházi darabok
- Le soeur de Jerry King (2007-2008)
- Tonton Léon Story (2008)

### Musicalek
- Rómeó és Júlia (1999-2006)
- Grease (2008-tól)
- Bonnie és Clyde (2009-től)
- Il Était Une Fois Joe Dassin (2010-től)
- L'Éveil du printemps (2010-től)

### Albumok
- Noël ensemble (vegyes album; a "Noël ensemble" és "Ava Maria" dalokat énekli)
- Roméo et Juliette: de la Haine à l'Amour (Highlights)
- Roméo et Juliette: de la Haine à l'Amour (L’Integrale)
- Roméo et Juliette: de la Haine à l'Amour (En Live)

+ több single CD